# Faye Gulini
Faye Gulini (* 24. März 1992 in Salt Lake City, Utah) ist eine US-amerikanische Snowboarderin, die vor allem im Snowboardcross und in der Halfpipe erfolgreich startet.
Gulini begann mit dem Snowboarden im Alter von neun Jahren, nachdem ihre Geschwister sie auf die Sportart aufmerksam gemacht hatten. Bald bestritt sie erste Wettkämpfe; mit 14 Jahren stand sie erstmals bei einem FIS-Rennen in der Halfpipe am Start, bei dem sie den 41. Rang belegte. Es folgten weitere Einsätze bei FIS-Rennen und im Nor-Am Cup, die Gulini nutzte, um regelmäßig die ersten zehn Plätze zu erreichen. Zugleich nahm sie auch an der Ticket to Ride World Snowboard Tour (TTR) teil, einer Konkurrenzserie zu den FIS-Wettkämpfen, bei der sie ebenfalls Top-Ten-Resultate erzielte. Im März 2008 wurde die 17-jährige US-Amerikanerin erstmals für den Snowboard-Weltcup nominiert und platzierte sich im Snowboardcross auf dem 30. Platz. Sieben Monate später klassierte sie sich als Neunte im Halfpipe-Wettbewerb von Saas-Fee deutlich besser. Das gleiche Ergebnis erreichte sie im März 2009 bei der Junioren-WM in Nagano, dort jedoch im Snowboardcross. 
Die Etablierung in der internationalen Spitze gelang Gulini im Winter 2009/10: Innerhalb von drei Wochen fuhr sie im Weltcup im Snowboardcross zweimal auf den achten Rang, womit sie die interne Qualifikationsnorm für die Olympischen Winterspiele in Vancouver erfüllte. Bei Olympia wurde sie als jüngste von drei Teamkolleginnen im Snowboardcross eingesetzt und erreichte den zwölften Platz unter 24 Teilnehmern. Auch im Disziplinengesamtweltcup stand Gulini am Ende der Saison als Elfte auf einem vorderen Rang. Zu Beginn der Saison 2010/11 gewann die US-Amerikanerin ihre erste internationale Medaille, als sie bei der Junioren-WM in Cardrona Zweite wurde und sich im Finale nur der Tschechin Eva Samková geschlagen geben musste.